# ایوایر (بازیکن فوتبال)
اوایر آپارسیدو پائولینو (به پرتغالی: Evair Aparecido Paulino) معروف به ایوایر (Evair) بازیکن فوتبال در پست مهاجم اهل برزیل است که در شهر Crisólia و در تاریخ ۲۱ فوریهٔ ۱۹۶۵ به دنیا آمده‌است.

## باشگاهی
ایوایر در تیم‌های فوتبال آتالانتا، پالمیراس، اتلتیکو مینیرو، واسکو دوگاما، پالمیراس، سائوپائولو، کوریتیبا سابقهٔ حضور دارد.